# Heterodontus portusjacksoni
El tiburón de Port Jackson (Heterodontus portusjacksoni) es un tiburón cornudo de tipo nocturno y ovíparo de la familia Heterodontidae, que habita en la región costera del sur de Australia, incluyendo las aguas cercanas a Port Jackson. Tiene una cabeza grande con prominentes crestas por encima de los ojos y marcas marrón oscuro similares a arneses sobre un fondo gris-marrón más claro. Estos tiburones pueden alcanzar un tamaño de 1,67 m.

## Galería

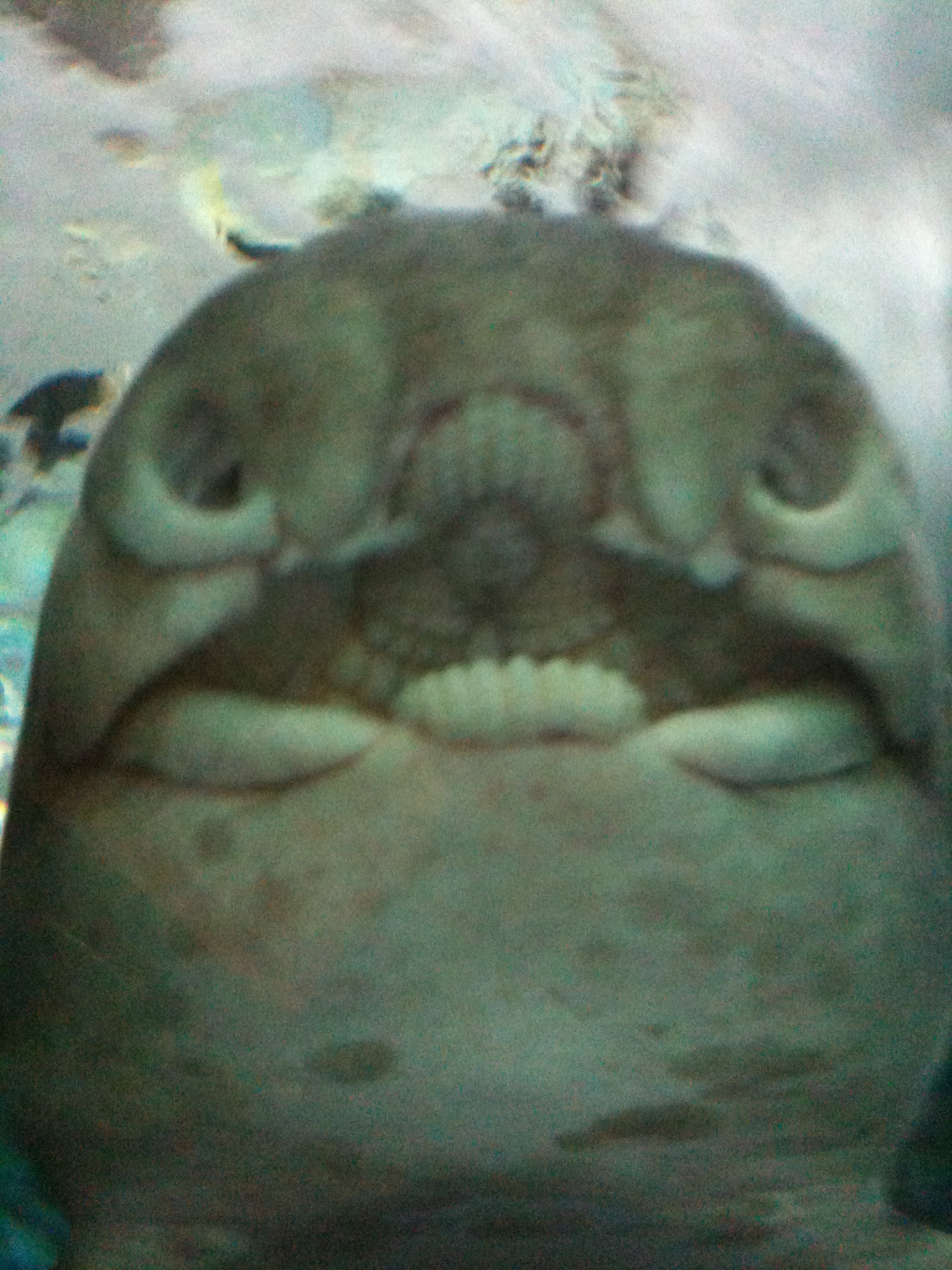
Boca de un tiburón de port jackson.

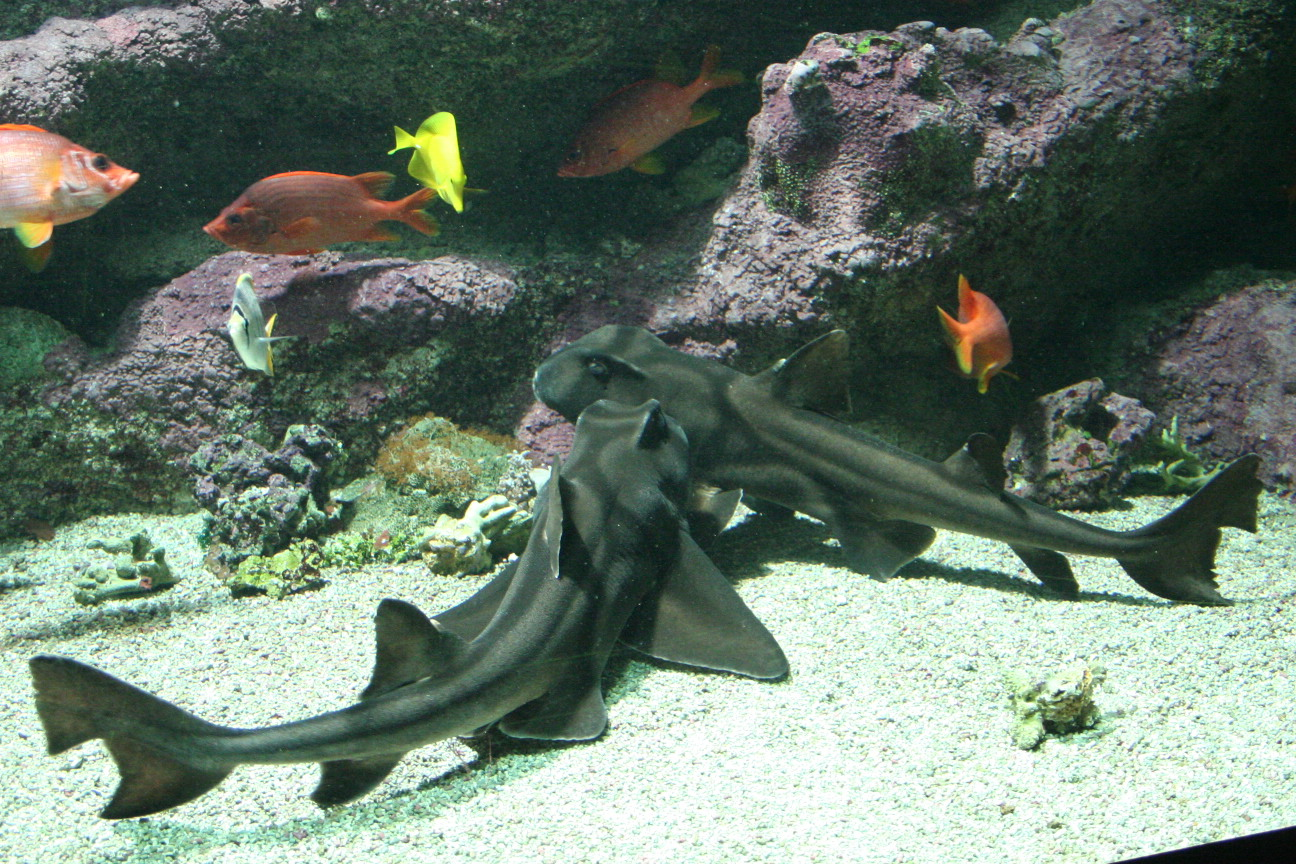
Dos tiburones de port jackson.